# 湖景 (南卡罗来纳州)
湖景（英文：Lake View），是美国南卡罗来纳州下属的一座城市。城市类型是“Town”。其面积大约为1.69平方英里（4.37平方公里）。根据2010年美国人口普查，该市有人口807人，人口密度约为每平方 英里478.08人（约合每平方公里184.59人）。